# Xanth
Xanth – fikcyjna kraina, w której toczy się akcja cyklu powieści fantasy autorstwa Piersa Anthony’ego.
Xanth jest półwyspem, przez środek którego przebiega Rozpadlina – głębokie pęknięcie w ziemi strzeżone przez smoka i zaklęcie zapomnienia. Ta magiczna kraina sąsiaduje z normalnym światem, zwanym „Mundanią” czyli Przyziemiem.
Źródłem wszechobecnej magii jest demon X(A/N)th żyjący w ukryciu pod ziemią  wraz z innymi demonami. Jego potężna moc wycieka do krainy dzięki magicznemu pyłowi rozprzestrzenionemu na powierzchni Xanthu. Demon został dokładnie opisany w drugim tomie cyklu.
Charakterystyczne dla tej krainy jest to, że każdy jej mieszkaniec posiada unikatowy talent magiczny. Osoby wyjątkowo utalentowane otrzymują miano Maga i tylko one mogą zostać królami Xanthu.

## Tomy cyklu
1. Zaklęcie dla Cameleon (A Spell for Chameleon, 1977)
2. Źródła magii (The Source of Magic, 1979)
3. Zamek Roogna (Castle Roogna, 1979)
4. Przesmyk centaura (Centaur Aisle, 1982)
5. Ogrze, ogrze (Ogre, Ogre, 1982)
6. Nocna mara (Night Mare, 1983)
7. Smok na piedestale (Dragon on a Pedestal, 1983)
8. Okrutne kłamstwo (Crewel Lye: a Caustic Yarn, 1984)
9. Zakochany golem (Golem in the Gears, 1986)
10. Dolina kopaczy (Vale of the Vole, 1987)
11. Niebiański cent (Heaven Cent, 1988)
12. Młodzian z Mundanii (Man from Mundania, 1989)
13. Wyspa widoków (Isle of View, 1990)
14. W poszukiwaniu odpowiedzi (Question Quest, 1991)
15. Barwa jej bielizny (The Color of Her Panties, 1992)
16. Demony nie drzemią (Demons Don’t Dream, 1993)
17. Olbrzymie kochanie (Harpy Thyme, 1994)
18. Obowiązkowy gargulec (Geis of the Gargoyle, 1995)
19. Rok i prawne komplikacje (Roc and a Hard Place, 1995)
20. Tamten zły wiatr (Yon Ill Wind, 1996)
21. Faun & Games (1997)
22. Zombie Lover (1998)
23. Xone of Contention (1999)
24. The Dastard (2000)
25. Swell Foop (2001)
26. Up in a Heaval (2002)
27. Cube Route (2003)
28. Currant Events (2004)
29. Pet Peeve (2005)
30. Stork Naked (2006)
31. Air Apparent (2007)
32. Two to the Fifth (2008)
33. Jumper Cable (2009)
34. Knot Gneiss (2010)
35. Well-Tempered Clavicle (2011)
36. Luck of the Draw (2012)
37. Esrever Doom (2013)
38. Board Stiff (2013)
39. Five Portraits (2014)
40. Isis Orb (2016)
41. Ghost Writer in the Sky (2017)